# Charlotte Woolfe
Charlotte Woolfe (* in Wien) ist eine österreichisch-tschechische Film- und Theaterschauspielerin.

## Leben
2014 besuchte sie The Royal Central School of Speech and Drama und 2015 das Drama Studio London.
2018 stand Woolfe in der Fernsehserie Zëmmer Ze Verlounen erstmals für das Fernsehen vor der Kamera. 2022 hatte sie ihre erste wiederkehrende Rolle in der Fernsehserie Capitani. In den Kurzfilmen The Other Julie und Golden Hour führte sie Regie.
Sie lebt in Wien. Sie spricht deutsch, englisch und französisch. Sie besitzt auch die britische Staatsbürgerschaft.

## Filmografie
- 2018: Zëmmer Ze Verlounen (Fernsehserie, Folge 1x09)
- 2020: What We Talk About When We Talk About Sex (Fernsehserie, Folge 1x04)
- 2021: Rosamunde Pilcher: Im siebten Himmel
- 2022: Capitani (Fernsehserie, 4 Folgen)